# Charles Augustus Young

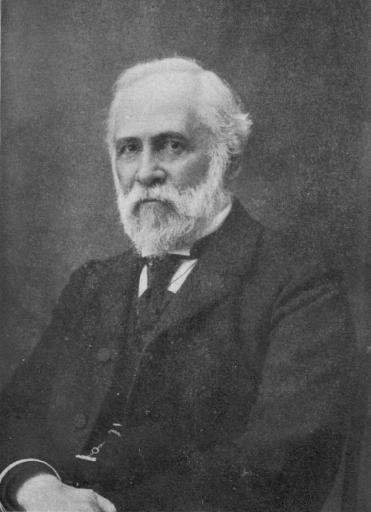
Charles Augustus Young

Charles Augustus Young (* 15. Dezember 1834 in Hanover, New Hampshire; † 3. Januar 1908 ebenda) war ein US-amerikanischer Astronom.
Young studierte am Dartmouth College in Hanover, New Hampshire, wo er 1865 zum Professor berufen wurde. 1871 wurde er in die American Academy of Arts and Sciences gewählt, 1872 in die National Academy of Sciences. 1877 wechselte er nach Princeton.
Seine Hauptforschungsthemen waren Sonnenfinsternisse und die Spektroskopie des Sonnenlichtes.
Er galt als besonders guter Lehrer und schrieb eine sehr populäre und vielgelesene astronomischer Texte einschließlich eines Handbuches der Astronomie. Henry Norris Russell, Raymond Smith Dugan und John Quincy Stewart nannten daher ihr 1927 erschienenes Astronomielehrbuch A Revision of Young’s Manual of Astronomy.

## Würdigung
Der Asteroid (2165) Young wurde auf Vorschlag von Frank K. Edmondson nach ihm benannt.